# Апуре (річка)
Апу́ре (ісп. Apure) — річка у Венесуелі, ліва притока Ориноко (Південна Америка). Довжина 1580 км, площа басейну 147 тисяч км². Бере початок у Кордильєрі-де-Мерида під назвою Урібанте. Протікає із заходу на схід по низовині Льянос-Ориноко. Впадає до річки Ориноко кількома рукавами.
Багатоводна в період дощів — із травня до жовтня-листопада. Характерні бурхливі паводки. Пересічні витрати води приблизно 2 тисячі м³/с.
Судноплавна в період дощів на 1400 км, в сухий сезон — до міста Сан-Фернандо-де-Апуре, яке розташоване в гирлі лівої притоки Португеса.
На річці міста — Брусуаль, Сан-Фернандо-де-Апуре.